# Кобец, Николай Григорьевич
Николай Григорьевич Кобец — советский учёный, профессор, доктор юридических наук, заслуженный юрист Российской Федерации.

## Биография
Родился в 1923 году в Минске. Член КПСС.
Участник Великой Отечественной войны, командир телефонного взвода 399-го стрелкового полка на Воронежском, на Степном фронте. С 1945 года — на хозяйственной, общественной и политической работе. В 1945—2003 гг. — адвокат, член Калужского областного суда, заместитель председателя Калужского областного суда, председатель судебной коллегии по гражданским делам, председатель Калужского областного суда, прокурор Калужской области, государственный советник юстиции III класса, на преподавательской и научной работе в Высшей партийной школе, заместитель заведующего кафедры государственного строительства и права Академии общественных наук при ЦК КПСС, Российской академии государственной службы при Президенте Российской Федерации.
Умер в Москве в 2003 году.